# Trigonopterus unyil
Trigonopterus unyil – gatunek chrząszcza z rodziny ryjkowcowatych i podrodziny krytoryjków.

## Taksonomia
Gatunek ten opisany został po raz pierwszy w 2021 roku przez Radena P. Narakusumo i Alexandra Riedela na łamach „ZooKeys”. Jako miejsce typowe wskazano górę Pompangeo w Matako kabupatenie Tojo Una-Una w indonezyjskiej prowincji Celebes Środkowy. Epitet gatunkowy pochodzi od pacynki z indonezyjskiego serialu telewizyjnego Si Unyil.

## Morfologia
Chrząszcz o ciele długości od 1,4 do 1,7 mm, wysklepionym, w zarysie prawie jajowatym z przewężeniem między przedpleczem a pokrywami, ubarwionym rdzawo z czarnym tułowiem i częściowo zaczernionymi pokrywami. Epistom samca ma poprzeczną, kątowo załamaną listewkę w tyle, formującą ząbek środkowy. Powierzchnia przedplecza jest grubo punktowana i siateczkowana. Pokrywy mają zaznaczone łuskami rzędy i żeberkowate międzyrzędy. Na wszystkich udach obecny jest ząbek. Tylna para odnóży ma na udach przedwierzchołkową łatkę strydulacyjną. Genitalia samca mają prącie o bokach prawie równoległych, a szczycie skąpo porośniętym szczecinkami, zaokrąglonym ze szpicem pośrodku. Aparat przenoszący jest ząbkowaty i wsparty parą klamrowatych sklerytów, a przewód wytryskowy ma wyraźny bulbus.

## Ekologia i występowanie
Ryjkowiec ten zasiedla górskie lasy. Spotykany jest na rzędnych od 1900 do 2000 m n.p.m. Bytuje w ściółce.
Owad orientalny, endemiczny dla Celebesu, znany tylko z lokalizacji typowej w prowincji Celebes Środkowy.